# Változékony tinóru
A változékony tinóru (Suillellus luridus) az osztatlan bazídiumú gombák, azon belül a tinórufélék közé tartozó faj.

## Megjelenése
Nagy termetű gomba, amely lomberdőkben tenyészik nyáron és ősszel, de ritkán fenyőerdékben is előjöhet.
Kalapja fiatalon félgömb alakú, majd később szétnyílik, de továbbra is domború marad. Színe változatos: Lehet barna és sárga majdnem minden árnyalata, de lehet pirosas és szürkés is. Jellemző átmérője 8 – 20 cm.
Termőrétege vastag, piros fekete beütésekkel, azonban nyomásra, sérülésre nagyon hamar megfeketedik. 
Tönkje hengeres, sárgás - barnás, fiatalon pirossal futtatva, hálózatos. Húsa sárga, a tönk környékén piros, vágásra erősen megkékül. Íze, szaga kellemes.

## Összetéveszthetősége
Össze lehet téveszteni a mérgező sátán- és farkastinóruval, amelyeknek azonban kalapja világos, szürke, esetleg világosbarna, valamint leginkább a szintén mérgező bíborvörös tinóruval. Az utóbbitól a tönk nagy szemű hálózata különbözteti meg, valamint az, hogy a bíborvörös tinóru termőrétege sérülésre nem tiszta fekete lesz, hanem feketéskék. Ezenkívül hasonlít még a kellemetlen ízű foltosodó tinórura, amelynek azonban kellemetlen gyógyszerszaga van, és termőrétege kezdetben sárga, majd nyomásra erősen megkékül. Vágásra, törésre ez is azonnal megkékül, majd sütéskor barnára pirul.
A gomba gyenge méreganyagokat tartalmaz, amelyek forrázással elbomlanak( 15 perc főzés/sütés után fogyasztható, kellemes ízű). Nyersen hányást, hasmenést okozhat! Sokáig